# Inflammation neurogène
L'inflammation neurogène est une inflammation résultant de la libération locale, par des neurones afférents, de médiateurs inflammatoires tels que la substance P, le peptide relié au gène calcitonine (CGRP), la neurokinine A (NKA) et l'endothéline-3 (ET-3).
Une fois libérés, ces neuropeptides induisent la libération d'histamine à partir des mastocytes adjacents. À son tour, l'histamine évoque la libération de substance P et la CGRP, ainsi, une liaison bidirectionnelle entre l'histamine et des neuropeptides dans l'inflammation neurogène est établie.

## Réflexe d'axone
Le réflexe d’axone correspond à la libération en périphérie des neuropeptides algogènes (substance P, CGRP, neurokinine A) de l'inflammation neurogène. Ces neuropeptides circulent par voie antidromique le long des fibres nociceptives qui sont activées. Ils sont libérés au niveau du site lésionnel ainsi qu'à la périphérie de la lésion initiale et vont progressivement diffuser tous les tissus sains adjacents. Il y a alors apparition d'une douleur. 

## Pathologies
L'inflammation neurogène semble jouer un rôle important dans la pathogenèse de nombreuses maladies, y compris la migraine et le psoriasis,de la rhinite vasomotrice, de l'asthme, la fibromyalgie, l'eczéma, la rosacée, dystonie, la sensibilité chimique multiple et l'hyperacousie.

### Migraine
Dans la migraine, la stimulation du nerf trijumeau provoque une inflammation neurogène par la libération de neuropeptides, notamment la substance P, de l'oxyde nitrique, un polypeptide intestinal vasoactif, la 5-HT, la neurokinine A et CGRP [15] [16] conduit à une inflammation neurogène stérile. L’inflammation neurogène qui en résulte se traduit par une vasodilatation, l’extravasation plasmatique et la libération dans les tissus environnants de substances algogènes capables de stimuler les fibres trigéminales à l'origine de la douleur.  

## Traitements
Une étude de 2008, du traitement de la migraine avec des bloqueurs de CGRP est prometteuse. En effet, dans les premiers essais, le premier orale non peptidique antagoniste de CGRP, MK-0974 (Telcagepant), a été montré efficace dans le traitement des crises de migraine.  
Notons que la toxine botulique a été démontrée comme ayant un effet sur l'inhibition de l'inflammation neurogène, ce qui suggère le rôle de l'inflammation neurogène dans la pathogenèse du psoriasis. 
L'Université du Minnesota a un essai clinique pilote en cours pour le suivi de l'observation que les patients traités avec la toxine botulique pour dystonie ont eu une amélioration spectaculaire dans le psoriasis. 
Les statines semblent « diminuer l'expression des neuropeptides pro-inflammatoires CGRP et la substance P dans les neurones sensoriels », et ainsi pourrait être utile dans le traitement de maladies présentant une inflammation neurogène prédominante.

## Prévention
Une carence en magnésium semble provoquer une inflammation neurogène chez un modèle de rat.  